# Камено поле
Ка̀мено по̀ле е село в Северозападна България. То се намира в община Роман, област Враца.

## География
Село Камено поле се намира в Предбалкана на Северозападна България. То е разположено точно по средата между Червен бряг и Мездра. Добивът на мед и желязна руда е характерен за подобни скалисти места. През селото минава река Ръчене, която по пътя си образува много проломи и живописни образувания. Има много лечебни карстови извори. Към северния му край има много тракийски могили, и до днес обект на иманярски нашествия. В близост до селото има скални образувания, обявени за природни забележителности, и уникални пещери. Богатата природа на Камено поле има своите 3500 вида билки и стотиците квадратни метри борови гори.

## Климат
Климатът е умереноконтинентален. Зимата е студена, средна януарска температура около -2°C, пролетта е хладна, лятото е горещо, със средна юлска температура 22°C, есента - приятна и слънчева. Максимума на валежите е през май-юни, а минимума през януари-февруари.

## История
Според някои учени село Камено поле е селище от около 40 000 години. От древни времена е пазарен център. Става околия официално на 26 юни 1880 г. с Указ № 317. В селото най-известни родове са тези на Катираните и Ходжовците, които направили много за него, построявайки училище, здравен дом, библиотека и много чешми. Друг известен род са Тарилите.
В края на селището се намира старинна църква, сега полуразрушена, наричана „Пустата църква“. Селяните говорят, че някога Иван Асен II я е построил, и се разнасят легенди, че под основите ѝ е заровено прокълнато злато.
Училището е построено през 1835 г., има малка библиотека. Новата църква отваря врати през следващата 1836 година. През 2025 година черквата „Св. Петка“ е ремонтирана, като на 11-ти май Врачански митрополит Григорий извършва чина на обновление на храма.
Камено поле се слави с пъстрите си носии, многобройните си танци и специфичните си песни. Най-известните народни танци са изпълнявани на селския площад чак до средата на 20 век. Селото се слави със своите хорà – Ганкино и Каменополско, които се съхраняват в Музея на народното творчество.
По Коледа обикалят селото коледарите, а на Еньовден се изпълняват по залез слънце обреди за здраве и плодородие. В селото съществува легенда за господарката на реката, която взима на всеки 100 години жертва от скалистия си нос.
На 13 ноември 1988 г. в Камено Поле е създадена Демократичната лига за защита правата на човека в България от интернирания в селото Сабри Искендер и също принудително изселените в други села в областта Мустафа Юмер и Али Орманлъ - една от първите организации за легална съпротива срещу комунистическия режим в България.
На 15 януари 2007 се провежда референдум за отделяне на селото от Община Роман и присъединяване към Община Мездра.

## Население
Преброяване на населението през 2011 г.
Численост и дял на етническите групи според преброяването на населението през 2011 г.:
|                     | Численост | Дял (в %) |
| Общо                | 690       | 100,00    |
| Българи             | 169       | 24,49     |
| Турци               | 0         | 0,00      |
| Цигани              | 74        | 10,72     |
| Други               | 0         | 0,00      |
| Не се самоопределят | 0         | 0,00      |
| Неотговорили        | 443       | 64,20     |

## Редовни събития
Съборът на селото е на 22 март. Това е първият за годината събор в Северозападна България.